# Coleta de Corbie
Coleta de Corbie, al segle Nicolette Boellet (Corbie, 13 de gener de 1381 – Gant, Flandes, 6 de març de 1447), va ser una religiosa francesa, reformadora de l'Orde de Santa Clara i que donà origen a l'Orde de Clarisses Coletines. És venerada com a santa per l'Església catòlica.

## Joventut

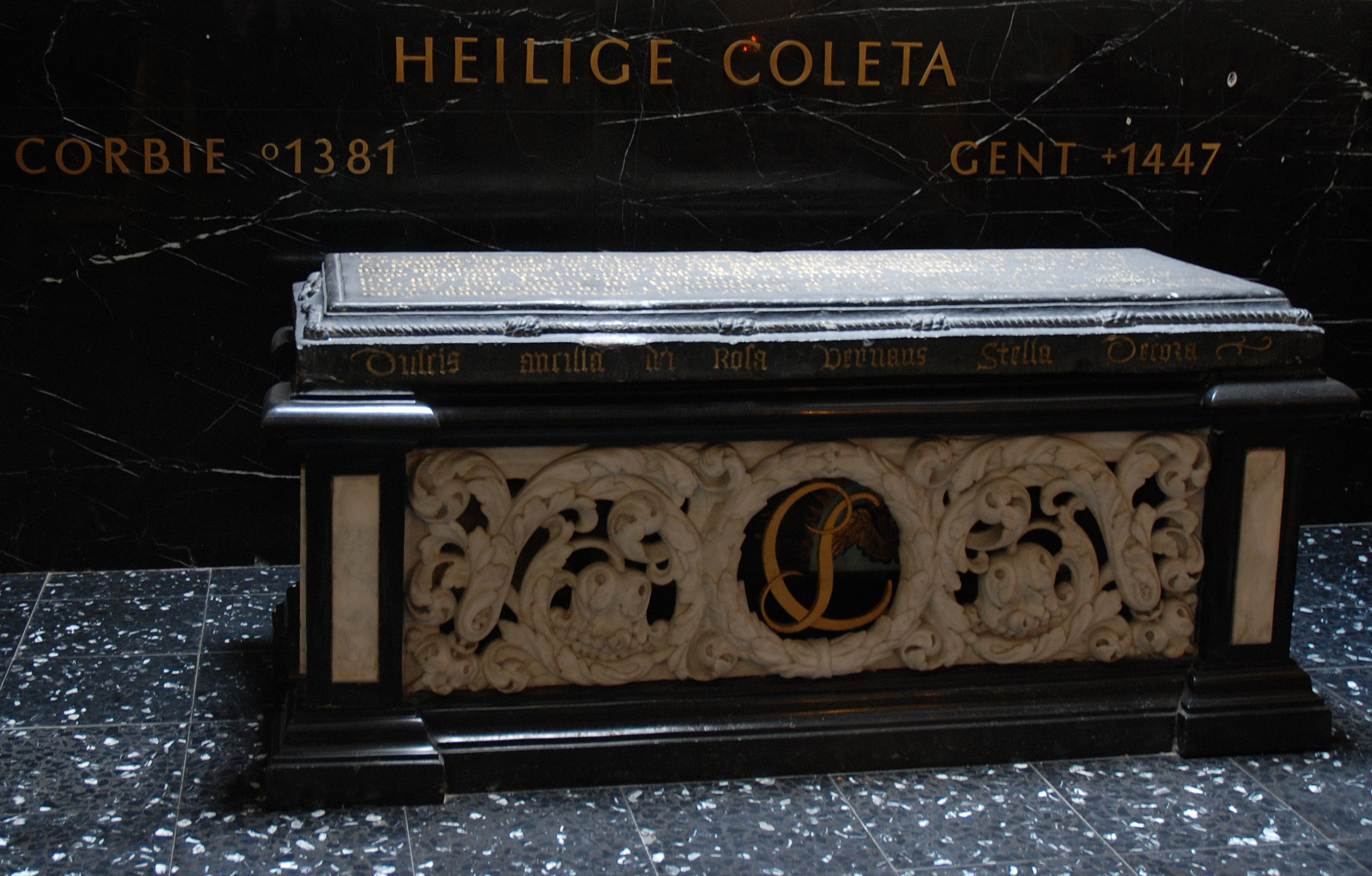
Antic sepulcre de la santa al convent de Bethlehem de Gant.

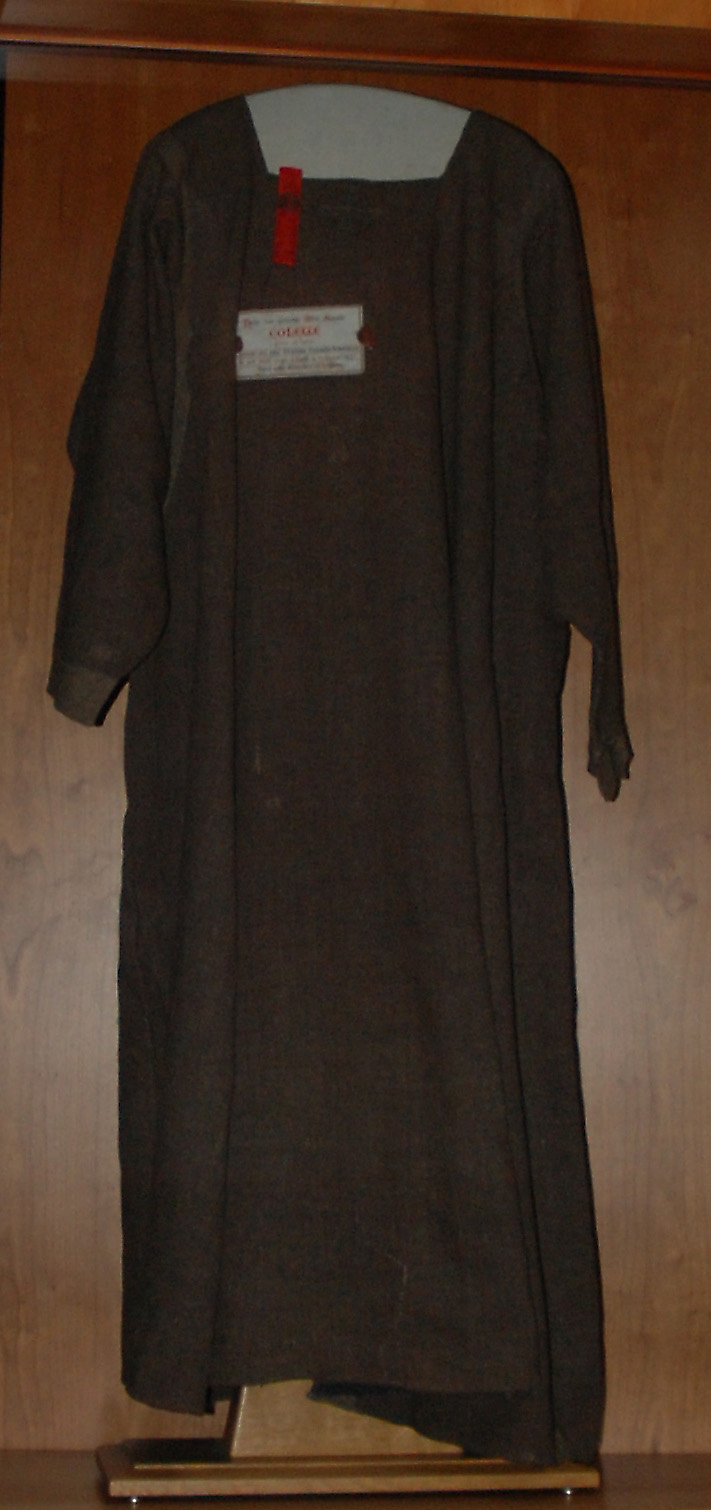
Hàbit de santa Coleta, conservat al convent de Gant.

Va néixer a Corbie (Picardia, regne de França), en una família humil. El seu pare, Robert Boellet, era fuster a l'abadia benedictina del lloc, i la seva mare era Margarite Moyon. Les seves biografies contemporànies indiquen que els seus pares no podien tenir fills, i després de moltes pregàries, Margarite engendrà als 60 anys.
Coleta volia fer-se benedictina, però va haver d'esperar la mort dels seus pares, el 1399, quan va entrar en primer moment amb un grup de beguines. Va regalar les seves possessions als pobres i el 1402 va entrar al Tercer Orde Franciscà. Als 21 anys es va retirar a una petita ermita al costat de l'església de Corbie, on va viure amb gran austeritat en oració i contemplació. Molts anaven a veure-la per rebre'n consell.
Després de quatre anys d'una intensa vida ascètica, va tenir somnis i visions en els quals sant Francesc d'Assís se li apareixia i li demanava que restaurés la primera observança de la Regla de Santa Clara. De fet, les Clarisses Urbanistes, branca predominant de l'Orde de Santa Clara, s'havien anat allunyant de l'esperit primigeni de l'orde i havien abandonat la pobresa prescrita per la regla.

## Fundadora
Animada pel seu director espiritual, Enric de la Beaume, va deixar l'ermita el 1406. Va provar d'explicar la seva missió a dos convents, però no li van fer cas: no hi havia cap autoritat que l'avalés. Va anar descalça i vestida amb un hàbit apedaçat fins a Niça, on hi havia llavors el papa Benet XIII d'Avinyó, reconegut pels francesos i la Corona d'Aragó, entre d'altres. Benet XIII la va rebre, impressionat per la seva voluntat, li donà l'autorització per reformar els monestirs de clarisses i ésser-ne superiora de tots els convents menors que reformés o fundés.
Amb l'ajut de la comtessa de Ginebra i Henri de la Beaume, va començar la seva tasca a Beaume, sense èxit. Poc després va obrir el primer convent reformat a Besançon, en un antic convent de clarisses urbanistes. Després van seguir les cases d'Auxonne (1410), Poligny, Gant (1412), Heidelberg (1444), Amiens, etc., fins a disset convents, essent l'últim el de Pont-à-Mousson (Lorena). D'acord amb l'esperit reformat, la pobresa als convents era absoluta, les monges anaven descalces i s'hi feia dejuni i abstinència perpetus.
També va iniciar una reforma entre els frares franciscans, els coletins, branca observant dels frares menors diferent, però, a la dels franciscans observants, ja que els seus membres romanien sota l'obediència al provincial dels franciscans conventuals.
Va ajudar sant Vicenç Ferrer en els seus esforços per acabar amb el Cisma d'Occident. Va fundar un total de disset nous convents i en va reformar molts més, fins i tot algunes cases de frares franciscans. Va morir al seu convent a Gant l'any 1447, als 67 anys.

## Veneració
S'hi van atribuir nombrosos miracles. Enterrada a Gant, el seu cos va ser traslladat, arran de la supressió dels monestirs de Flandes sota el regnat de Josep II del Sacre Imperi Romanogermànic, al monestir de Poligny (Jura), on és actualment.
Va ser beatificada el 23 de gener de 1740 per Climent XII i canonitzada 24 de maig del 1807 per Pius VII.